# Comunidad de Villa y Tierra de Cuéllar

Comunidades de Villa y Tierra.

La Comunidad de Villa y Tierra de Cuéllar está localizada en la parte meridional de la submeseta Norte, entre la sierra de Guadarrama y el curso del río Duero, repartida entre las actuales provincias de Segovia y Valladolid, y circunscrita casi en su totalidad, dentro de los límites de la comarca natural Tierra de Pinares.
Cuenta con una superficie de 1200 km² y engloba actualmente a 39 municipios que se corresponden con 42 poblaciones, y su capital es la villa de Cuéllar. Según el (INE) de 2007 cuenta con una población de 26 448 habitantes, y los seis municipios que superan los 1000 habitantes de población en la Comunidad son:
- Cuéllar: 9513 hab.
- Navas de Oro: 1474 hab.
- Campaspero: 1406 hab.
- Navalmanzano: 1143 hab.
- Montemayor de Pililla: 1019 hab.
- Sanchonuño: 1037 hab.

## Configuración
El territorio de la Comunidad era propiedad del Concejo. La Comunidad consistía en un pequeño estado con fuero propio que formaba una unidad territorial conveniente, con obligaciones en mancomunidad. Estaba regida por el Concejo y en él había una representación del rey en la figura de un delegado real o regidor.

## Historia

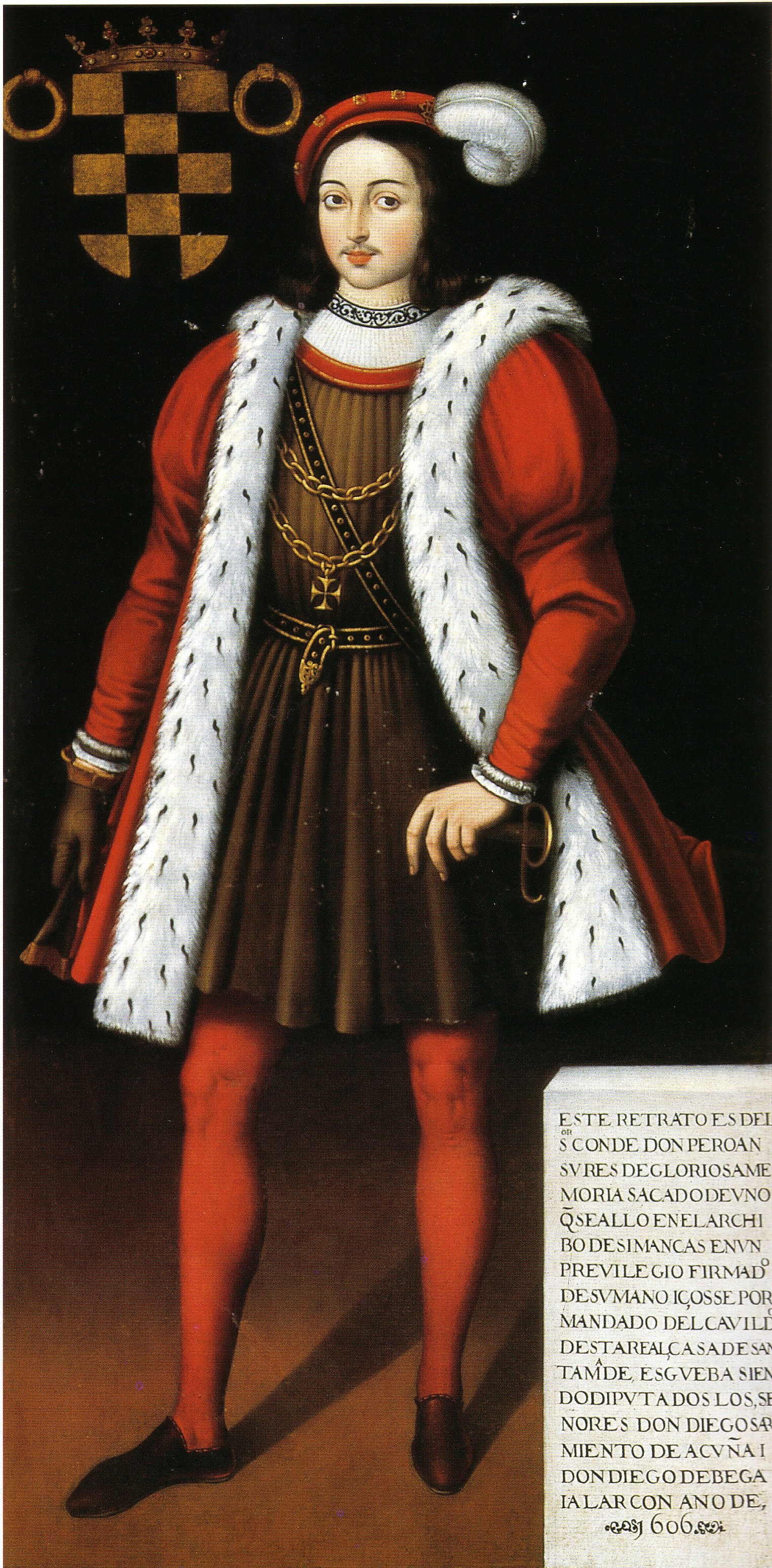
El Conde Pedro Ansúrez, repoblador de las tierras de Cuéllar.

La Comunidad de Villa y Tierra tiene origen en el último cuarto del siglo XI, durante la segunda y definitiva repoblación de Cuéllar, en el reinado de Alfonso VI siguiendo las pautas de su movimiento repoblador, tal y como recoge el Chronicón de Don Pelayo:

...populavit etiam Rex Adefonsus totam Extrematuram, Castella et civitatem Salmantican, Abulam, Cocam, Arevalo, Olmedo, Medinam, Secobiam, Iscar, Cuellar...
Ed. España Sagrada, XIV, pág. 473

Esta repoblación se desarrollará bajo la suprema dirección del magnate Pedro Ansúrez, quien tan importante papel desempeñó en la revitalización demográfica de Valladolid, y ligado profundamente a ambas villas, como lo demuestra la documentación de la Iglesia de Santa María la Mayor de la capital vallisoletana, en la que consta lega heredades en el término de Cuéllar a dicha iglesia en el siglo XI.
Ansúrez era hombre de confianza del rey y ejercía la dirección en tierras palentinas y vallisoletanas como Saldaña, Carrión de los Condes, Monzón de Campos, Torremormojón, Cabezón de Pisuerga o Simancas, resultando más que probable que, a la hora de llevar a cabo su repoblación, convocara habitantes de estas zonas para poblar la tierra de Cuéllar.
Pero no es hasta el reinado de Alfonso VII de Castilla, que tan importante fue para la materialización jurídica y territorial de la Extremadura Castellana, cuando en 1147, Cuéllar aparece por vez primera actuando como concilium.
Posteriormente, en el año 1184, el monarca Alfonso VIII de Castilla pone a la venta un pequeño señorío que había pertenecido a Gutierre Pérez de Reinoso, bajo el nombre de Señorío de Perosillo, que comprendía Perosillo y tres aldeas: Fontalvella, Adrados y Forumtada, siendo el concejo de Cuéllar quien adquiere dicho señorío por 2.000 aúreos de oro. Sucesivamente van apareciendo núcleos poblados que terminan conformando la extensa Comunidad de Villa y Tierra, una de las mayores de la Extremadura Castellana.
En 1256, Alfonso X el Sabio concede su Fuero Real al concejo de Cuéllar, añadiendo a la villa exenciones fiscales para los caballero villanos que posean caballo, armas y casa abierta; y al concejo que sus montes y dehesas sean libres, dando ciertas instrucciones sobre los deheseros.
Una vez fijado su territorio tras numerosas concesiones regias, limitará a mediados del siglo XIII al norte con la Merindad del Infantazgo de Valladolid y la Comunidad de Villa y Tierra de Peñafiel; al este con las Comunidades de Fuentidueña y Sepúlveda; al sur con la villa episcopal de Turégano, la Comunidad de Segovia y las villas de Aguilafuente y Fuentepelayo; y al oeste con las Comunidades de Coca, Íscar y Portillo.

## División histórica

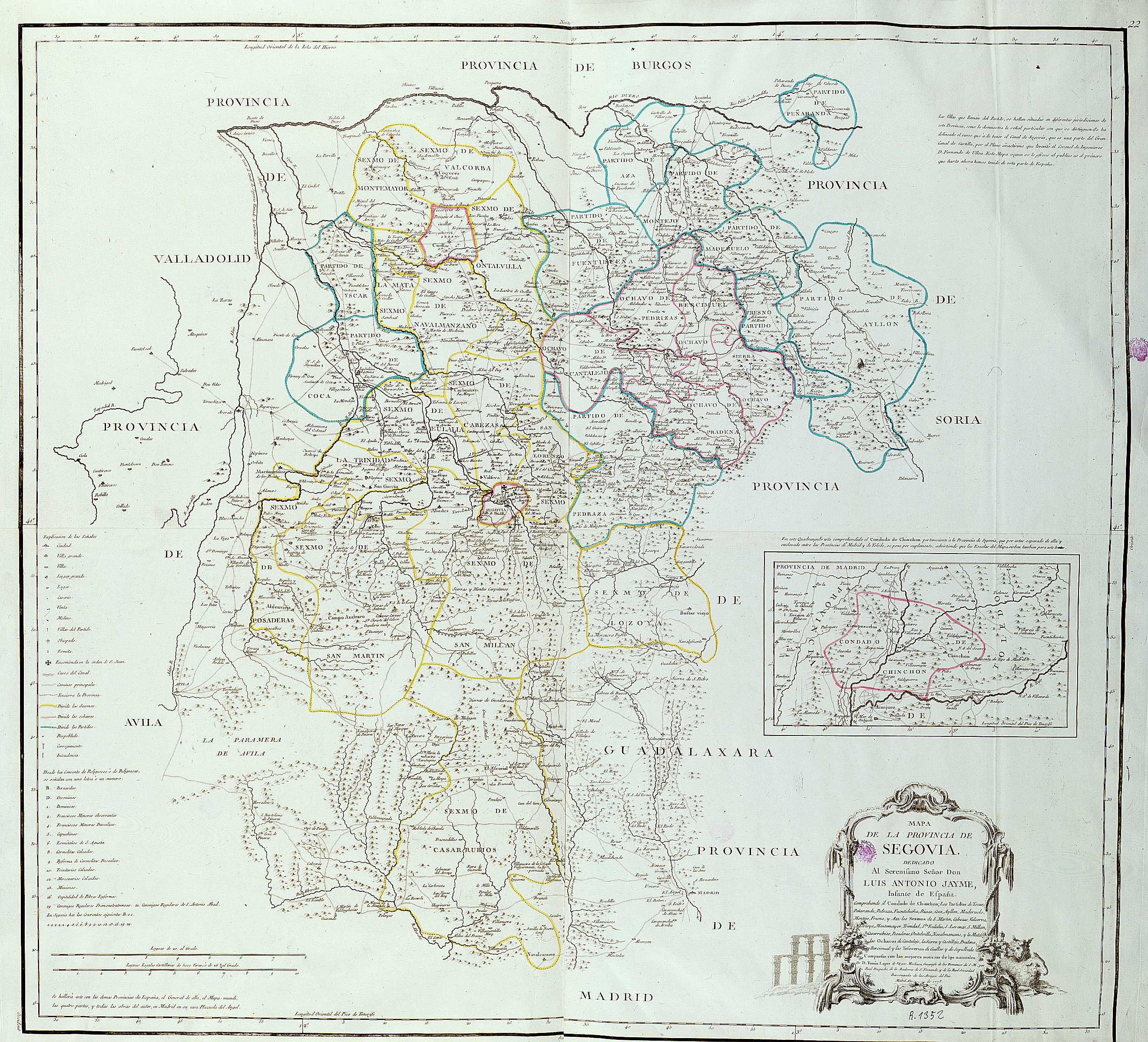
Mapa de la Provincia de Segovia en 1773 con la división en sexmos de Cuéllar y Segovia

La Comunidad de Cuéllar se dividió en 6 sexmos, uno conformaba la Villa, y los otros cinco componían la Tierra, tomando por título el nombre del municipio más importante:
- Sexmo de Cuéllar, compuesto por la propia villa de Cuéllar y los arrabales de Torregutiérrez y Escarabajosa de Cuéllar.
- Sexmo de Montemayor, al noroeste de la comarca, (cuyos terrenos ocupan hoy parte de la provincia de Valladolid), con Montemayor de Pililla, San Miguel del Arroyo y Santiago del Arroyo, Viloria del Henar y San Cristóbal de Cuéllar.
- Sexmo de Valcorba, al noreste de la comarca (también ocupa los terrenos que son hoy de la provincia de Valladolid), con Santibáñez de Valcorba, Cogeces del Monte, Torrescárcela y Aldealbar, Bahabón y Campaspero.
- Sexmo de Hontalbilla, al este de la comarca, con Hontalbilla, Lastras de Cuéllar, Adrados, Perosillo, Olombrada, Moraleja de Cuéllar, Fuentes de Cuéllar, Lovingos, Dehesa de Cuéllar, y Frumales.
- Sexmo de Navalmanzano, al sur de la comarca, con Navalmanzano, Zarzuela del Pinar, Sanchonuño, Gomezserracín, Campo de Cuéllar, Chatún, Pinarejos, San Martín y Mudrián, y Navas de Oro.

La situación de Navas de Oro era especial, ya que la divisoria de la comunidad de Cuéllar y la de Coca partía en dos el pueblo; por este motivo, una mitad del término y del pueblo pertenecía a la comunidad de Coca, la mitad oeste, y la mitad este, a Cuéllar.
- Sexmo de La Mata, al suroeste de la comarca, con Mata de Cuéllar, Vallelado, Chañe, Arroyo de Cuéllar, Fresneda de Cuéllar, Narros de Cuéllar, y Samboal.

En cada sexmo había un "procurador de Tierra" que recibía también los nombres de "procurador común o sexmero". En el sexmo de Villa se llamaba "procurador síndico". Todos estos procuradores o sexmeros eran los representantes y portadores de la voz de todas las aldeas. Eran su representación ante la ley.

## Despoblados
Durante el siglo XVI, Castilla se sumerge en una decadencia que afecta de forma importante en su población. El descenso de habitantes es considerable, y este factor unido a la emigración de cientos de personas procedentes de la Comunidad, hace que la población se resienta, y comienzan a despoblarse multitud de aldeas que por sus condiciones geográficas o poblacionales no pueden superar la crisis. La mayor parte de ellas ya habían desaparecido en el siglo XVII, mientras que las restantes ya lo estaban en 1789 a excepción de Aldehuela de la Vega, que se despobló casi un siglo después de esta fecha.
En el Sexmo de Cuéllar se ubicaba San Cristóbal del Henar. En el de Montemayor se tiene constancia de La Pililla, el Caño y Casarejos. Uno de los más perjudicados durante la despoblación fue el Sexmo de Hontalbilla, en el que desaparecieron Pociaguillo, Aldehuela de la Vega, Buengrado, Hontariego, Casasola, San Esteban del Monte, La Serreta, Sacedón, Santa Coloma, Santa María de Otero y San Miguel.
En el Sexmo de Navalmanzano desaparecieron Pelegudos, Gallegos, Losáñez, Garci Sancho, Tirados y La Hirvienza, mientras que en Sexmo de Valcorba se despoblaron las aldeas de Minguela, Hontalbilla del Monte, Piquera, Muriel, La Perra, Ventosilla y Casares del Rey.
El peor parado de todos fue el Sexmo de La Mata, en el que desaparecieron los asentamientos de Torre de don Velasco, Óvilo, Valarto, Cardedal de Torre, Nuño Gómez, Ruy de Manzano, Pesquera, El Valle, Avienza, Alcuerna, Marieles, Frades y Gómez Ovieco. También se han localizado restos de otros poblados anteriores en la zona, como Las Pesqueras, Olivera y La Moraleja.

## Patrona

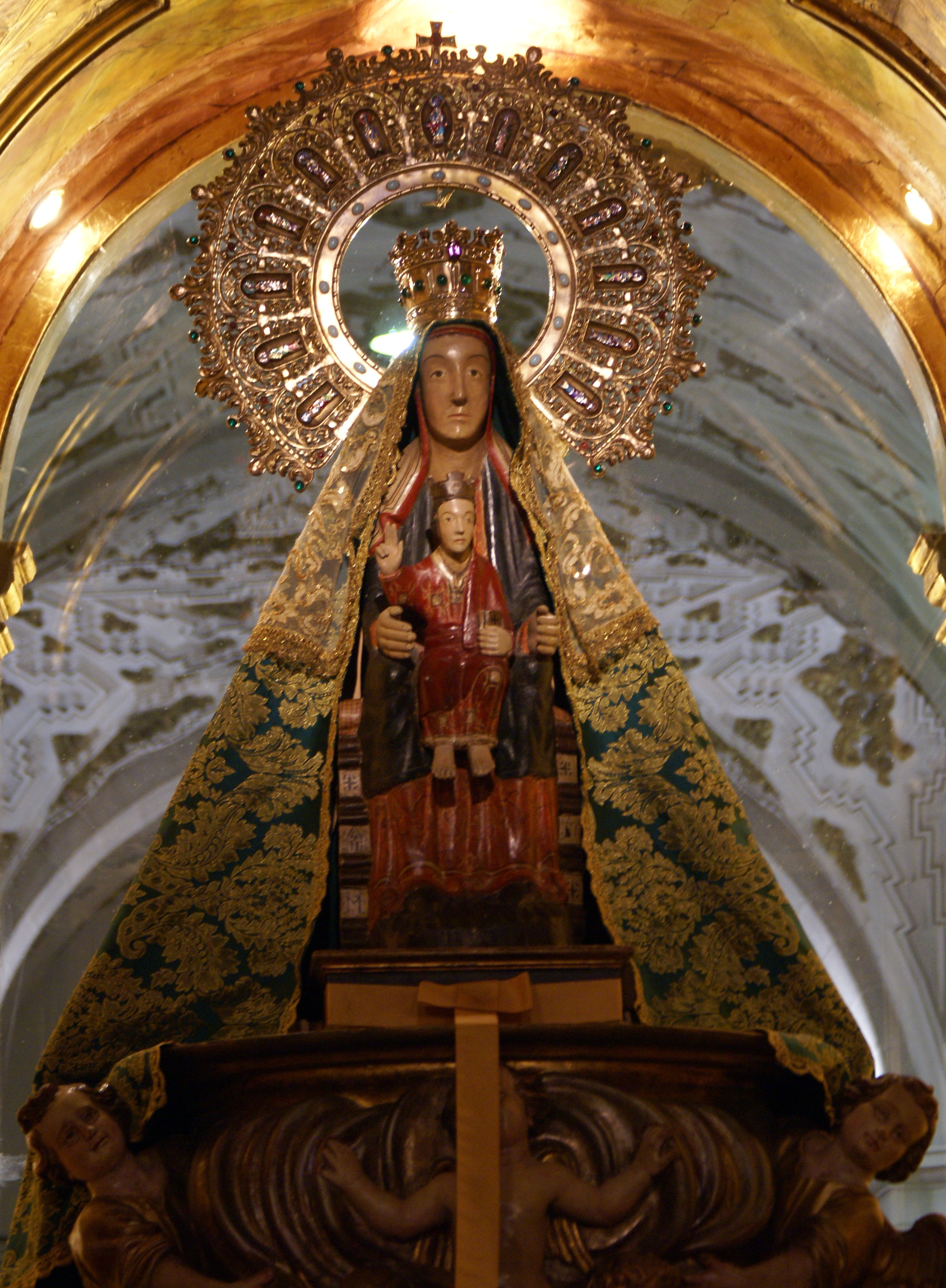
Nuestra Señora de El Henar, patrona de la Comunidad.

El patronato de la Comunidad está discutido entre dos imágenes marianas de gran devoción en la comarca: Nuestra Señora de la Armedilla y Nuestra Señora de El Henar.
Parece ser, que en primer lugar y durante un largo periodo se tuvo por patrona a la primera, pero a medida que la segunda iba acaparando la atención de los fieles, fue sustituida.
Actualmente la patrona de la Comunidad de Villa y Tierra es, y desde hace al menos un lustro, Nuestra Señora de El Henar, una talla románica custodiada en el Santuario de Nuestra Señora del Henar, bajo la protección de los Carmelitas Calzados a 5 km de Cuéllar, perteneciendo al término municipal del mismo.
Nuestra Señora del Henar también fue nombrada en 1958 patrona de los resineros de España por Pío XII, siendo coronada canónicamente en 1972, motivo que congregó a todos los municipios de la Comunidad en romería hasta su santuario, ataviados con el traje regional segoviano.
Tras la correspondiente novena, el domingo anterior al 21 de septiembre se celebra una multitudinaria congregación en la pradera del santuario, la Romería del Henar, que congrega a miles de fieles procedentes principalmente de la Comunidad, y gran parte de las provincias de Segovia y Valladolid. El domingo siguiente se celebra la fiesta menor, conocida como El Henarillo.

## Patrimonio Histórico
La Comunidad no posee de forma colectiva bienes patrimoniales de carácter histórico, pero si muestra en conjunto un magnífico muestrario del patrimonio castellano. 

### Cuéllar
La Villa es el municipio que más patrimonio acumula. Fue declarada Conjunto Histórico-Artístico en 1931, y entre sus principales monumentos se encuentran: su colosal Castillo-Palacio de los Duques de Alburquerque; su doble recinto amurallado con sus cinco puertas de entrada; cuenta con gran número de iglesias, como San Miguel, San Pedro, el Salvador o Santa María de la Cuesta, amén de un conjunto de mudéjares importante y restos de otras iglesias como San Sebastián, Santa Marina o Santiago; se conservan los monasterios de San Basilio, Santa Ana, La Purísima Concepción, San Francisco, Santa Clara y la Trinidad.
Cuenta además con el palacio de Pedro I, de estilo románico, y el de los marqueses de Santa Cruz, correspondiente al mudéjar tardío, además de multitud de casas solariegas blasonadas que se asientan entre las calles de la Villa. El caserón del Administrador del Duque, las Paneras del mismo, el Granero de D. Agustín Daza, el Hospital de la Magdalena y el Estudio de Gramática completan un majestuoso conjunto.

### Conjunto Mudéjar
Cuéllar, arropada bajo el lema turístico Isla Mudéjar en mar de pinares, es uno de los focos más importantes del arte mudéjar en España.
Cuenta con gran número de edificios románicos, tanto de ladrillo como de piedra. Al primer grupo pertenecen las iglesias de San Martín, San Esteban, San Andrés, la torre de la desaparecida iglesia de Santa Marina y el ábside de la también desaparecida iglesia de Santiago; restos se conservan también en la primitiva puerta de la Villa, enclavada bajo su Castillo. Los arcos de San Basilio y San Andrés también muestran su pasado mudéjar, así como las iglesias de San Miguel, Santa María de la Cuesta o Santo Tomé. A un mudéjar tardío pertenece también el palacio de Santa Cruz, perteneciente al marquesado de Santa Cruz, emparentados con el ducado de Alburquerque.
Respecto al románico de piedra destaca por encima de todo el palacio de Pedro I, calificado por algunos historiadores como los restos del mejor palacio civil de arte románico que se conserva en España. También pertenecen a este estilo el ábside y torre de la iglesia de Santa María de la Cuesta, y la iglesia-fortín de San Pedro.
Al mudéjar castellano también pertenecen la iglesia de San Baudilio en Samboal, la de Zarzuela del Pinar, la de Pinarejos, la de San Juan de Santibáñez y las ermitas de San Mamés de Campo de Cuéllar y la de San Marcos de Narros de Cuéllar; y un extraordinario artesonado mudéjar en Chatún. 
Respecto al románico de piedra en la Tierra de Cuéllar se encuentran la iglesia de San Pedro Apóstol de Dehesa de Cuéllar, así como restos del mismo en las iglesias parroquiales de Moraleja de Cuéllar, Lovingos, Fuentes de Cuéllar, Adrados, Frumales, Arroyo de Cuéllar y Olombrada. Una mención especial merece la iglesia de Nuestra Señora de la Asunción, de Pinarejos, que destaca por las pinturas románicas de su pórtico del mediodía.
Se suman a este conjunto las decenas de ermitas repartidas por toda la Comunidad.

### Santuario de Nuestra Señora del Henar
Perteneciente al término municipal de Cuéllar, y distante de la Villa 5 km, localizamos este suntuoso santuario cuidado con mimo por una comunidad de Carmelitas calzados. Se trata de un complejo del siglo XVII construido sobre una ermita anterior. En su interior alberga la imagen románica de Nuestra Señora de El Henar, así como valiosas obras de arte. A los pies del santuario se extiende una amplia pradera verde, tejada de chopos y otros árboles que convierten el espacio en una zona de recreo. En sus inmediaciones también se localiza la Fuente del Cirio, a cuyas aguas históricamente se han atribuido propiedades milagrosas.

### Monasterio de Santa María de la Armedilla
Situado a 3,8 km de Cogeces del Monte y en término municipal del mismo, se localizan las ruinas de este monasterio de la Orden de San Jerónimo, que fue patronato de la Casa Ducal de Alburquerque, quienes poseían un palacio anejo al conjunto.

### San Baudilio de Samboal
Su origen se remonta a finales del siglo XII o principios del siglo XIII, cuando se construye como oratorio de un monasterio benedictino que fue donado en 1112 por Pedro Ansúrez y su esposa doña Eylo Alfonso al Monasterio de San Isidro de Dueñas, convirtiéndose después en la iglesia parroquial del municipio. De especial belleza es su ábside semicircular, que representa tres pisos de arcos de medio punto ciegos, alternados de alfices y frisos de esquinillas. Es, junto con la Iglesia de San Andrés (Cuéllar), el máximo exponente de la arquitectura de ladrillo de Segovia, y fue declarada Bien de Interés Cultural en la categoría de monumento en 1999.

### Museos
- Castillo de Cuéllar: se pueden visitar algunas estancias ambientadas, que forman parte de las visitas teatralizadas, en las que el castillo se llena de vida con la presencia de algunos de los más ilustres personajes que habitaron sus muros, tales como el General Wellington o el poeta José de Espronceda, entre otros. Se divide en dos zonas: las cocinas, donde se localizan decoradas diferentes estancias como la cocina, la bodega o los talleres; y la zona noble, con la sala del trono, la capilla, la mazmorra, la sala de las damas o la de los escudos.
- Centro de Interpretación del Arte Mudéjar, ubicado frente al castillo de Cuéllar, en la iglesia de San Martín, ofrece un espectáculo de luz y sonido que pretende dar a conocer las características de este arte, y el modo de vida de sus constructores.
- Centro de Interpretación de los Encierros, situado en Cuéllar, en las capillas colaterales del templo de San Francisco, intenta dar a conocer la tradición más arraigada en la villa segoviana: sus encierros, los más antiguos de España.
- Parque Medieval de San Esteban, donde a través de diferentes elementos arqueológicos aparecidos durante una excavación se explican diferentes aspectos de la historia.
- Museo del Ayer “Orrasco”: una casa de labranza típica del siglo XIX ofrece al visitante de Cogeces del Monte una parte más de nuestra historia más reciente. Cuenta con más de un millar de piezas expuestas: apeos de labranza, útiles domésticos y las piezas más extrañas que usaron nuestros antepasados.
- Museo de Ciencias Naturales: ubicado también en Cogeces del Monte, reúne una importante colección de minerales procedentes de toda España.

### Archivo de la Comunidad
Una herramienta indispensable para investigar la historia de la Comunidad es el archivo histórico que la misma lleva almacenando de su funcionamiento. Tiene sede en la torre del homenaje del Castillo de Cuéllar, que alberga también el Archivo Histórico de Cuéllar y el Archivo de la Casa Ducal de Alburquerque. La documentación de Villa y Tierra comprende los siglos XIII al siglo XX y está compuesta por 103 legajos divididos en tres series:
- Serie 1ª, contiene las cuentas de la Comunidad desde 1839 hasta 1954, así como otros documentos de carácter económico de los siglos XVIII al XX.
- Serie 2ª, que agrupa documentación también de carácter económico, en concreto expedientes de subastas de aprovechamientos forestales de los Propios de la Comunidad, correspondientes a los años 1782-1963.
- Serie 3ª, que contiene documentación referente a la Comunidad de asuntos diversos; apeos, amojonamientos, pleitos, etc. de los siglos XIII al XIX; expedientes sobre roturaciones de los siglos XVIII al XIX; circulares citando a la Junta de procuradores del siglo XIX; solicitudes dirigidas al Presidente de la Comunidad del siglo XIX; nombramiento de procuradores síndicos de la Villa y Tierra durante el siglo XIX; libros de Actas de las sesiones de la Junta de la Comunidad, de los siglos XIX al XX; documentos sobre asuntos varios referentes a comunicaciones de la Comunidad de los siglos XIX y XX; expedientes de denuncias y guardas de la Comunidad de los siglos XIX y XX, etc.

## Patrimonio Natural

### Montes
El mayor patrimonio está concentrado en sus montes, de una superficie aproximada de 12.000 hectáreas, y han sido durante siglos la base de la economía de la Comunidad, junto con la ganadería y la agricultura. Esta extensión se divide en seis montes diferenciados, que están destinados principalmente a la extracción de madera, resina y otros aprovechamientos cinegéticos. El mayor de ellos es el Común Grande de las Pegueras, que dispone de una superficie de 7.446,5 ha.  que abarcan los términos de Cuéllar, Pinarejos, Gomezserracín, Hontalbilla y Lastras. En término de Cuéllar se localiza íntegramente El Pelayo, con más de 1.000 ha; el Común de Torre y Jaramiela, cuya superficie es la mitad que el anterior, destaca por estar destinado a la extracción de piñón, al igual que Fuente del Valle, cuatro veces más pequeño que Jaramiela. Por último, y estando compartido con la Comunidad de Villa y Tierra de Sepúlveda, se localiza el llamado Ensanchas de Navacedón', de más de 2.000 ha., que posee parajes como El Bodón y La Dehesa, de especial belleza. Ubicadas entre los montes se encuentran diversas casas y edificaciones, construidas como refugio de los guardas e ingenieros forestales, destacando las de La Lagartija, La Chamorra, Fuentemacanca y Los Valsaínes, acondicionadas en la actualidad para dar cobijo a los más aventureros.

### Rutas y sendas
A través de ellos se han señalizado una serie de rutas o sendas naturales, fomentando así su patrimonio natural. Entre ellas se localiza la llamada de Los Pescadores, donde a través de un pequeño bosque de variadas especies vegetales, donde se pueden encontrar jabalíes, corzos y nutrias. El Manzano – Sotocivieco y 'Los Valsaínes se integran en el monte Común grande de las Pegueras, que dispone de una climatología especial que ha favorecido la existencia de especies como el pino de Valsaín, atípico en la zona. Sobre el monte El Pelayo y a través de la Cañada de la Reina discurre la ruta Cañada de la Reina – Laguna de los Chotos, con paisajes de gran belleza. Otras rutas son Al fondo del Mar, donde su suelo calizo registra un abundante número de fósiles o Molino del Ladrón, que atraviesa el río Cega hasta una pequeña presa.

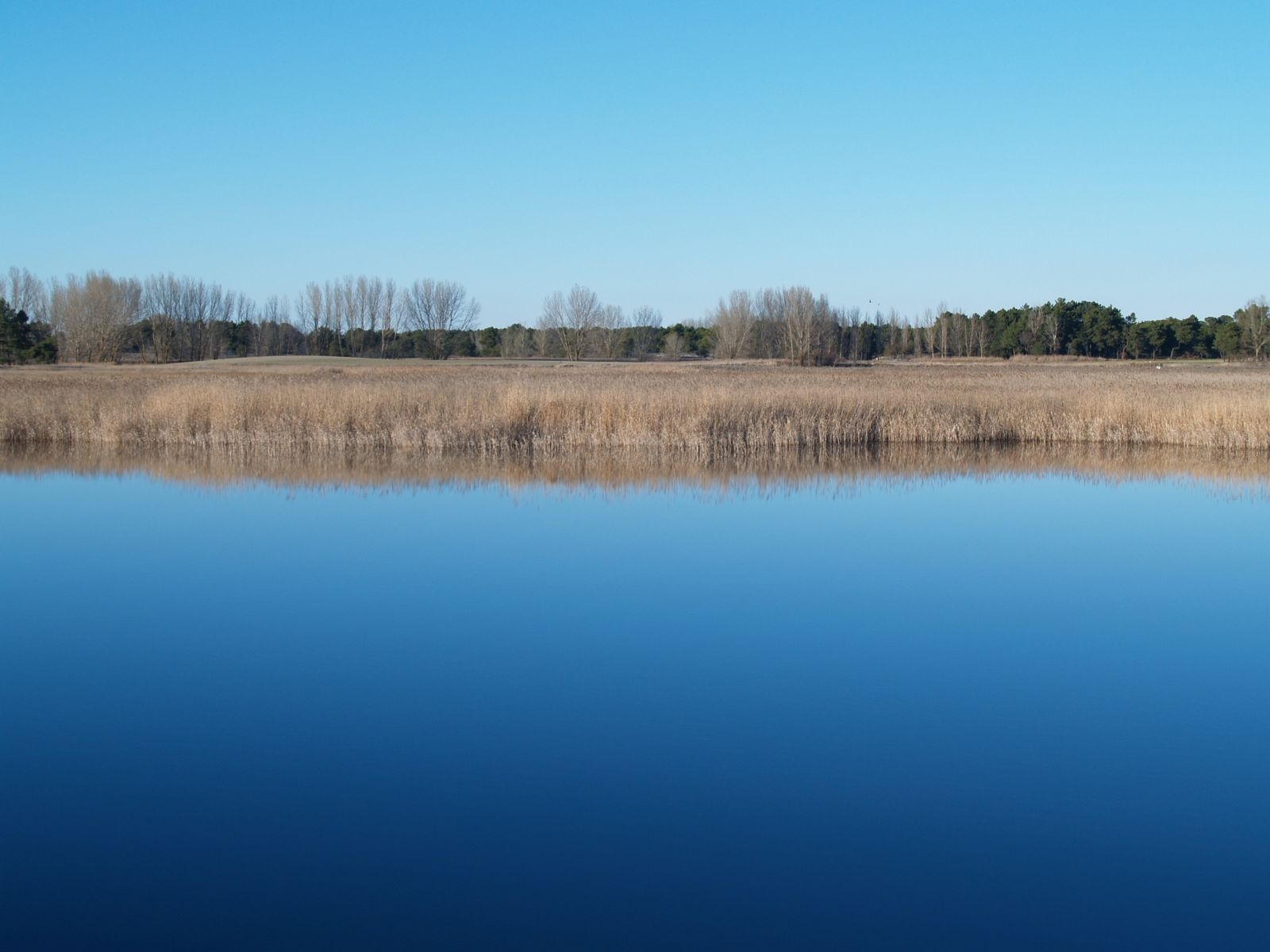
Lagunas de Lastras de Cuéllar.

### Lagunas y humedales
Enclavadas en estas rutas se encuentran diversas lagunas y humedales, constituyendo el ecosistema animal más importante de la Comunidad. Están divididos en tres núcleos: El Espadañal, un humedal recuperado en término de Cuéllar, que llegó a tener una extensión de 150 ha. pero fue drenado en los años 1960; las Lagunas de Cantalejo, espacio protegido por la Junta de Castilla y León, pues constituye un excelente observatorio de aves; y las Lagunas de Lastras, lugar de anidamiento y descansadero de importantes especies. Además de estos tres grandes núcleos, posee otros humedales como la Laguna del Señor, la Laguna de los Chotos o los pequeños humedales en término de San Martín y Mudrián, que acogen durante el invierno numerosas especies de anátidas.

### Bosque de La Serreta
De gran importancia también es el Bosque de la Serreta, una amplia extensión que fue propiedad del Ducado de Alburquerque durante siglos, constituyendo por ello una de las más antiguas fincas de caza de España, destinada en la actualidad a fines comerciales tras la rehabilitación del palacio que conserva, edificado por Beltrán de la Cueva.

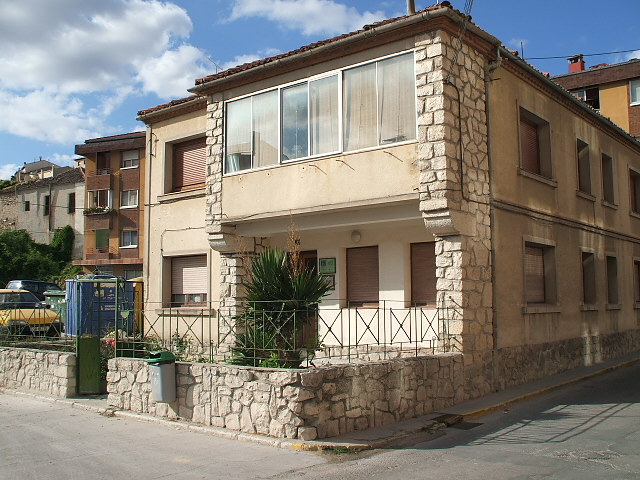
Casa llamada del Secretario, actual sede de la Comunidad de Villa y Tierra de Cuéllar

## La Comunidad en la actualidad
En diversas ocasiones se llevó la Comunidad ante los Tribunales, con el fin de disolverla y repartir los bienes comunes entre sus municipios. Tras varios intentos fallidos, el juez desestimó que dichos bienes no se pueden repartir equitativamente entre ellos, y por lo tanto, la Comunidad continua actualmente y de forma legal en vigor.

### Composición actual

Mapa de los municipios de Segovia de la Comunidad. En distintos colores los sexmos.

Constituyen por lo tanto la presente Comunidad un total de 36 municipios más la capital, Cuéllar, que corresponden a 42 poblaciones, de las que 29 pertenecen a la provincia de Segovia y 8 a la de Valladolid, de la siguiente manera:
- Sexmo de Cuéllar: Cuéllar, Arroyo de Cuéllar, Campo de Cuéllar, Chatún, Dehesa de Cuéllar, Dehesa Mayor, Fuentes de Cuéllar y Lovingos.
- Sexmo de Mata de Cuéllar: Mata de Cuéllar, Chañe, Fresneda de Cuéllar, Samboal, Narros de Cuéllar y Navas de Oro.
- Sexmo de Navalmanzano: Navalmanzano, Pinarejos, Gomezserracín, Sanchonuño, San Martín y Mudrián y Zarzuela del Pinar.
- Sexmo de Hontalbilla: Hontalbilla, Olombrada, Moraleja de Cuéllar, Perosillo, Adrados, Lastras de Cuéllar y Frumales.
- Sexmo de Valcorba: Santibáñez de Valcorba, Cogeces del Monte, Campaspero, Torrescárcela, Aldealbar y Bahabón.
- Sexmo de Montemayor: Montemayor de Pililla, Viloria del Henar, San Miguel del Arroyo, Santiago del Arroyo, Vallelado y San Cristóbal de Cuéllar.

### Reglamento
Su reglamento gubernativo es de 10 de febrero de 1989, y sustituye a uno anterior de 1954. En él se dice que está compuesta por cuatro organismos:
- Presidente: de acuerdo con los estatutos, este cargo recae siempre en el alcalde de Cuéllar.
- Vicepresidente: se elige después de cada celebración de elecciones locales, entre todos los representantes de cada localidad, por mayoría absoluta.
- Comisión Sexmera: varía anualmente y está formada por el presidente, el vicepresidente y 7 vocales, uno por el propio municipio de Cuéllar y otro por el resto de municipios pertenecientes al sexmo, elegidos por votación entre los componentes del mismo sexmo, en junta general.
- Junta General de Procuradores: está compuesta por un procurador de cada ayuntamiento, elegidos por éstos entre sus concejales. Debe celebrar al menos dos sesiones anuales con un intervalo mínimo de dos meses, y es el órgano supremo de la Comunidad.

Tiene como fin principal la administración, gestión y distribución de sus beneficios, y como fines específicos, el establecimiento y creación de servicios para el fomento de los intereses materiales y morales de la Comunidad: vigilancia y guardería, administración, cuidado y conservación de sus fincas, bienes y derechos.
Los beneficios procedentes de dichos bienes se reparten una vez reducidos los gastos, entre los Ayuntamientos de los municipios pertenecientes, en proporción a sus habitantes, salvo el Sexmo de Cuéllar, que se le reconoce el derecho de percibir la quinta parte de los beneficios a distribuir.

### Servicios
La Comunidad ofrece a sus integrantes una serie de servicios para el mejor funcionamiento de sus municipios:
- Polígono Industrial de Villa y Tierra, propiedad de la Comunidad, tiene una superficie de 18.500 metros cuadrados y está localizado en el km 55 de la A-601 (Autovía de Pinares). En él se ubican múltiples empresas de la comarca, intentando facilitar de esta manera, a aquellos interesados en instalar su negocio en la comarca, debido a que la mayor parte de municipios que integran la comunidad no pueden disponer, a título individual, de estos terrenos industriales por ser en su mayoría localidades de menos de 400 habitantes. Se ofertan los espacios a un precio más asequible que el de mercado, que fomenta y ayuda a la consolidación de las mismas.
- Servicio de Extinción y Prevención de Incendios: la Comunidad dispone de dos pequeños camiones destinados a la extinción de incendios, y anualmente efectúa campañas de concienciación.
- Servicios Medioambientales: la Comunidad dispone de un Técnico de Medio Ambiente, encargado de la realización de actividades y programas de Educación ambiental. También es coordinador del Programa Hogares Verdes 2008 en la Comunidad, el difusor de las prácticas ambientales y uso eficiente de los recursos municipales y además asesora a nivel técnico tanto a los ayuntamientos de la Comunidad como a otras entidades enmarcadas dentro de la misma, incluida la promoción y desarrollo del patrimonio natural de los municipios que conforman la Comunidad.
- Servicio de mejora y mantenimiento de Vías y Caminos, para el cual la Comunidad dispone de maquinaria para el mantenimiento y construcción de caminos, disponible para todas las localidades que integran la Comunidad, a cambio de una tasa establecida por su uso.
- Servicio de limpieza y mantenimiento de las Redes de Alcantarillado Municipales: destinado a 21 de los 36 pueblos integrantes de la Comunidad que no tenían cubierto este servicio por otros medios.

### Fiestas y actividades
Anualmente se celebra la Fiesta de la Comunidad, alternando el municipio de celebración anualmente.
La Comunidad cuenta con una publicación trimestral gratuita, titulada Mar de Pinares, que pretende acercar y dar a conocer los diferentes rincones que rodean a los habitantes de la misma.
En el año 2008 dicha publicación puso en marcha el Concurso “Conoce tu Comunidad de Villa y Tierra” , con el fin de impulsar el conocimiento de la Comunidad, tanto para los vecinos como para los visitantes, sobre la historia, entorno y costumbres que recoge cada municipio, premiando al ganador.